# سنگامبیا
سنگامبیا، یا به‌طور رسمی کنفدراسیون سنگامبیا (به فرانسوی: Confédération de Sénégambie)، یک کنفدراسیون در اواخر قرن بیستم در غرب آفریقا میان کشورهای سنگال و گامبیا بود. این کنفدراسیون در اول فوریه ۱۹۸۲ به دنبال توافق‌نامه‌ای که دو کشور در ۱۲ دسامبر ۱۹۸۱ امضا کردند، تأسیس شد و سرانجام در ۳۰ سپتامبر ۱۹۸۹ به خواست گامبیا انحلال یافت. کنفدراسیون سنگامبیا نباید با منطقه تاریخی سنگامبیا اشتباه گرفته شود.

## کار
توافق‌نامه میان دو کشور حق حفظ حاکمیت و استقلال هر یک از آن‌ها را تأیید می‌کرد و یک رئیس‌جمهور (لزوماً سنگالی)، یک معاون رئیس‌جمهور (لزوماً گامبیایی)، یک دولت (متشکل از پنج سنگالی و چهار گامبیایی) و یک مجلس (متشکل از ۴۰ سنگالی و ۲۰ گامبیایی) را برای کنفدراسیون خواستار بود. این کنفدراسیون بیشتر مسئول هماهنگی سیاست‌های خارجی بود. همچنین هدف آن بهبود روابط و همکاری در دو کشور بود.